# Mysore State Railway
| Mysore State Railway            | Mysore State Railway       |
| ------------------------------- | -------------------------- |
| Wappen der Mysore State Railway |                            |
| Streckenlänge:                  | 1905: 476 km 1940: 1188 km |
| Spurweite:                      | 1000 mm (Meterspur)        |
|                                 |                            |

Die Mysore State Railway, abgekürzt MSR, war eine Eisenbahngesellschaft im früheren Fürstenstaat Mysore im Süden Britisch-Indiens.

## Geschichte
1879 baute die Madras Railway eine Eisenbahnlinie von Madras Royapuram nach Bangalore City. Zu dieser Zeit gründete der Maharadscha von Mysore eine eigene Eisenbahngesellschaft, um die Verlängerung von Bangalore nach Mysore zu errichten. Diese wurde später als Mysore State Railway bekannt.
1881 wurde die Strecke von Mysore nach Bangalore eröffnet. Weitere Strecken folgten und 1887 verpachtete die MSR alle Strecken an die Southern Mahratta Railway (SMR), da die Instandhaltung der Linien zu einer zu großen Belastung für die Staatskasse wurde. Im Laufe der Zeit entstanden viele weitere kleinere Strecken, die vom Fürstenstaat Mysore alle in der Meterspurweite erbaut und dann an die SMR verpachtet wurden. Nach der Fusion der SMR mit der Madras Railway zur Madras and Southern Mahratta Railway 1908 übernahm diese den Betrieb.
Ab 1. Januar 1938 wurden alle Strecken wieder von der staatlichen MSR selbst betrieben. Das Streckennetz belief sich mittlerweile auf insgesamt 1188 km. 1950 wurde die MSR vom neu gegründeten Indischen Staat übernommen und ging am 14. April 1951 in der regionalen Southern Railway auf.

## Fahrzeuge
1936 war die Gesellschaft im Besitz von 39 Lokomotiven, 216 Personen- und 754 Güterwagen.

## Klassifizierung
Das Unternehmen wurde nach der von der indischen Regierung 1926 eingeführten Indian Railway Classification zu Beginn als Eisenbahn der Klasse II eingestuft, später als Klasse I.